# Agropyron krylovianum
Agropyron krylovianum är en gräsart som beskrevs av Boris Konstantinovich Schischkin. Agropyron krylovianum ingår i släktet kamveten, och familjen gräs. Inga underarter finns listade i Catalogue of Life.